# Махмуд, Мохаммед Ахмед
Мохаммед Ильхаб Юсеф Ахмед Махмуд (род. 21 ноября 1989) — египетский тяжелоатлет, бронзовый призёр Олимпийских игр 2016 года в категории до 77 кг, чемпион мира 2017 и призёр Чемпионатов мира 2014, 2015, 2018.

## Карьера
Мохаммед Ахмед Махмуд начал профессиональную карьеру с участия в Чемпионатах мира среди юниоров, где в 2007 году занял 5 место, в 2008 году — 2 место и в 2009 году — 4 место.
В 2009 году участвовал в Чемпионате Африки среди юниоров и среди взрослых и в обоих соревнованиях одержал победу в весовой категории до 62 кг. В этом же году египтянин вышел на помост Чемпионата мира в Кояне и показал двенадцатый результат, подняв в общей сложности 280 кг.
На Летней Универсиаде, проходившей в 2011 году в китайском городе Шэньчжэнь спортсмен занял четвёртое место.
В 2014 году Мохаммед Ахмед Махмуд на Чемпионате мира поднял в сумме 334 кг (рывок — 152 кг, толчок — 182 кг) в весовой категории до 69 кг и выиграл серебряную медаль первенства, уступив только Ляо Хуэю из Китая.
На Чемпионате мира 2015 года в Хьюстоне Мохаммед Ахмед Махмуд занял третье место, однако, в результате дисквалификации за применение допинга северокорейского тяжелоатлета Ким Гван Сона, к спортсмену перешла его серебряная медаль.
В 2016 году на Олимпийских играх в Рио-де-Жанейро поднял в сумме 361 кг (рывок — 165 кг, толчок — 196кг) в весовой категории до 77 кг и выиграл бронзовую медаль первенства, уступив Нижату Рахимову из Казахстана, а также Лю Сяоцзюнь из Китая.
В начале ноября 2018 года на чемпионате мира в Ашхабаде, египетский спортсмен, в весовой категории до 81 кг., завоевал серебряную медаль мирового первенства, сумев взять общий вес 373 кг. Выполняя упражнение рывок египтянин установил мировой рекорд и взял малую золотую медаль с результатом 173 кг. Толчковое упражнение принесло ему малую бронзовую медаль.